# Benoît-Constant Coquelin
Benoît-Constant Coquelin (Boulogne-sur-Mer, 1841. január 25. – Couilly-Pont-aux-Dames, 1909. január 26.) «ainé», az idősebb, francia színművész. Ernest Alexandre Honoré Coquelin «cadet» testvérbátyja.

## Pályafutása
Párisban végezte a színészeti akadémiát, ahol tanulmányai befejezése után second prix-t nyert. Már tizenkilenc éves korában, 1860-ban vendégszereplésre hívták meg Franciaország legelső drámai színházába, a Comédie Française-be. A francia dráma klasszikus szerepeiben a legnagyobb művészek egyikének tartották. Számos kitűnő francia író egyenesen neki írta szerepeit, köztük Rostand a Cyrano de Bergerac szerepét. Coquelin a szavaló francia színjátszóstílus kitűnő képviselője volt, a régi francia színpadi hagyományok továbbfejlesztője. Első művészi körutazását 1881-ben tette, amikor beutazta Belgiumot és Hollandiát, később Oroszországba hívták. 
Magyarországon is megfordult. Első ízben 1883. január 16-án lépett fel a Népszínházban monológok előadásával (Le Naufrage, la Chasse, la Mouche stb.); 1887. november 18-án a Népszínházban az Un Parisien c. vígjátékában, 1896. január 2-án a Précieuses Ridicules Mascarille szerepében, 1903. január 27-én a Vígszínházban és 1903. október 28-án a Népszínházban vendégszerepelt.
1892-ben európai vendégjátékkörútra indult. 1897-ben a Porte-Saint Martin színház igazgatója lett. Itt hozta színpadra Rostand Cyrano de Bergerac-ját.
Leghíresebb szerepei voltak: Harpagon (A fösvény), Misanthrope, Le malade imaginaire. 1900-ben Sarah Bernhardt-dal Amerikában turnézott. Művészetét természetesség, tökéletes beszéd és élénk mozgás jellemezte. Színházi kérdésekről szakmunkákat írt és előadásokat tartott. Könyvet is írt: L'art et le comédien, L'art de dire le monologue. 
Pont aux Dames-ban van az a francia színészmenház, amelynek oly sokat játszott és amelynek érdekében oly sokat agitált Coquelin. Roppant szerette, élete főművének tekintette ezt a házat, oda is vonult vissza betegségében. Már majdnem teljesen gyógyultnak látszott, új és nagy művészi feladatra készült: Rostand Chantecler című darabjában, ebben a színpadra vitt állatmesében kellett volna megformálnia a Coq — a kakas — szerepét, melyet a Cyrano szerzője az ő számára írt. Már meg is kezdték a próbákat és Rostand is megérkezett meg Párizsba, hogy jelen legyen a próbákon. Azonban 1909 januárjának egyik reggelén Coquelin íróasztalánál ülve hirtelen elájult és nemsokára szívbénulás következtében meghalt. Pont aux Dames-ban temették el.